# Polystachya eurygnatha
Polystachya eurygnatha är en orkidéart som beskrevs av Victor Samuel Summerhayes. Polystachya eurygnatha ingår i släktet Polystachya och familjen orkidéer. Inga underarter finns listade i Catalogue of Life.